# Digitaria hyalina
Digitaria hyalina är en gräsart som beskrevs av Robyns och Van der Veken. Digitaria hyalina ingår i släktet fingerhirser, och familjen gräs. Inga underarter finns listade i Catalogue of Life.